# Maggie May (canción tradicional)
«Maggie Mae» es una canción tradicional de folk de Liverpool acerca de una prostituta que robó a un marinero. Ha sido el himno informal de la ciudad de Liverpool desde cerca de 150 años.
John Manifold, en su Penguin Australian Song Book, escribió:
"Una canción náutica aparentemente original, pero inmensamente popular entre varios marinos alrededor del mundo..."- véase 
Stan Hugill en su Cabaña de los Siete Mares escribió de una temprana referencia a la canción en el diario de Charles Picknell, un marinero en el convicto barco Kains navegando hacia la Tierra de Van Diemen en 1830.
"Maggie Mae" tiene alguna similitud con la canción estadounidense "Nellie Gray" que fue escrita en 1856. "Maggie" es áspera y alegre. "Nellie" es una triste crítica de esclavitud que pudo a llegar a ser un tono favorito entre los artistas del bluegrass.
Esta canción no debe ser confundida con la canción de Rod Stewart del mismo nombre, "Maggie May", que alcanzó la cima en listas británicas y estadounidenses en 1971.
En 1964, el cantautor Lionel Bart (creador del musical 'Oliver'), usó la canción y la historia (modificada) de Maggie May como base de un set musical junto a los Muelles de Liverpool. El show muestra dos años en Londres y es aún muy admidrada por muchos aficionados al teatro. Aunque raramente compuesta, una producción fue planeado en Stoke on Trent para abril/mayo de 2009.

## Versión de The Beatles
"Maggie May" fue grabada en el estudio de los Beatles durante las sesiones de Get Back en principios de 1969. Fue deletreada como "Maggie Mae". Este fue incluido en 1970 en el álbum Let It Be, apareciendo inmediatamente después de la canción con el nombre del título, "Let it Be".
Esta canción y "Dig It" aparecen en el álbum Let It Be, pero no son incluidas en el álbum Let It Be... Naked.
Con sus 39 segundos es la segunda canción más corta de Los Beatles (la canción más corta es "Her Majesty", con 26 segundos), y la tercera es Dig It con 50.
Paul McCartney canta un fragmento de la canción en la película Piratas del Caribe: La venganza de Salazar en la que hace un breve cameo.

## Personal[1]
- John Lennon - guitarra acústica (Martin D-28), voz.
- Paul McCartney - guitarra acústica (Gibson J-200), voz.
- George Harrison - guitarra líder (Fender Rosewood Telecaster).
- Ringo Starr - batería (Ludwig Hollywood Maple).